# Spit Out the Bone
Spit Out the Bone (englisch für „Spucke den Knochen aus“) ist ein Lied der US-amerikanischen Metal-Band Metallica, die fünfzigste Single der Band und die fünfte aus dem 2016 erschienenen Studio-Album Hardwired…to Self-Destruct. Spit Out the Bone wurde am 14. November 2017 als Radio-Edit in einer gekürzten Fassung über das bandeigene Label Blackened Recordings veröffentlicht. Das Stück ist auch auf dem Soundtrack zum Spiel WWE 2K19 aus der WWE-2K-Reihe enthalten, ausgewählt wurde es vom Wrestler Triple H.

## Hintergrund
Über den kreativen Prozess sagte Schlagzeuger Lars Ulrich gegenüber dem Rolling Stone, dass das Schreiben „das reinste Abenteuer“ gewesen sei und es auch Versionen gebe, die zwei, drei Minuten länger seien. Dies sei auch der erste Song gewesen, bei dem die Band das Gefühl hatte, dass es vielleicht etwas zu viel des Guten werden könnte. Daher habe sie angefangen, ihn zu reduzieren. Lead-Gitarrist Kirk Hammett erklärte Spit Out the Bone zum „Mount Everest“ des neuen Albums und spielte damit auf die Komplexität und das Tempo der Nummer an.
Bassist Robert Trujillo bezeichnete das Lied als den Teil des Albums, auf dessen Darbietung er sich am meisten freue. Seine Live-Premiere feierte der Titel am 24. Oktober 2017 bei einem Konzert der Band in der O2 Arena in London.

## Inhalt
Zur inhaltlichen Bedeutung des Liedes äußerte sich Sänger und Gitarrist James Hetfield u. a. gegenüber dem Rolling Stone:

“We could be a much more efficient race if we just allow computers to help us. And yeah, they are helping us, but how far does that go? All of that craziness. So Spit Out the Bone is that your bones aren't needed. They break.”

„Wir könnten eine viel effizientere Rasse sein, wenn wir uns einfach von Computern helfen ließen. Und ja, sie helfen uns, aber wie weit geht das? All das ist verrückt. Spit Out the Bone bedeutet also, dass deine Knochen nicht gebraucht werden. Sie brechen.“

Hetfield erläuterte zudem, dass die Formulierung Spit Out the Bone aus dem Lied Passenger on the Menu stammt, das die britische Hardcore-Punk-Band GBH auf ihrem Album City Baby Attacked by Rats (1982) veröffentlicht hatte.

## Musikvideo
Das Musikvideo zu Spit Out the Bone wurde am 17. November 2016 veröffentlicht und wurde von Phil Mucci gedreht. Passend zu den transhumanistischen Themen des Songs zeigt das Video eine Gruppe abtrünniger Menschen, die sich gegen die Herrschaft der Maschinen auflehnen. Gedreht wurde das Video in der italienischen Stadt Matera.

## Rezeption
In die Musikcharts Hot Rock & Alternative Songs des US-amerikanischen Musikmagazins Billboard stieg der Titel am 12. Dezember 2017 ein und erreicht mit Platz 32 seine höchste Notierung. Er blieb noch eine weitere Woche in diesen Charts. In den Billboard-Charts Mainstream Rock Airplay wurde der Titel ab dem 25. November 2017 für insgesamt 20 Wochen geführt, seine höchste Notierung erreichte er mit Platz 4 am 3. März 2018.
In einer Besprechung zum Album schrieb Matthias Weckmann (Metal Hammer): „Im abschließenden Thrash-Überfall ‘Spit Out The Bone’ klingt Hetfield so bissig und juvenil wie vor 30 Jahren.“